# Jesse Bradford
Jesse Bradford Watrouse, znany jako Jesse Bradford (ur. 28 maja 1979 w Norwalk) – amerykański aktor, reżyser i producent filmowy.

## Życiorys
Urodził się w Norwalk, w stanie Connecticut jako jedyne dziecko pary aktorskiej Terry Porter i Curtisa Allyna Johna „Curta” Bradforda Watrouse. Jego dziadek ze strony ojca, Curtiss Baldwin Watrouse, pochodził z rodziny mieszkającej w Nowej Anglii od XVII wieku (byli pochodzenia angielskiego, a nazwisko było pierwotnie zapisane jako „Waterhouse”), jego babka ze strony ojca, Florence Louise Bradford, pochodziła z Hackney w Londynie w Anglii. Kiedy miał osiem miesięcy pojawił się w reklamie wacików Q-Tip. Jako 4-latek wystąpił m.in. w operze mydlanej CBS Guiding Light (1983). W wieku pięciu lat trafił na kinowy ekran w melodramacie Zakochać się (Falling in Love, 1984) jako syn głównego bohatera granego przez Roberta De Niro, a sześć lat potem w dramacie sądowym Alana J. Pakuli Uznany za niewinnego (Presumed Innocent, 1990) odegrał rolę syna tytułowego bohatera (granego przez Harrisona Forda), oskarżonego o morderstwo kochanki. Był brany pod uwagę do roli Marka Evansa w dreszczowcu Synalek (1993), którą ostatecznie przyjął Elijah Wood.
W 1997 ukończył szkołę średnią Brien McMahon High School, gdzie pasjonował się geologią i był ulubionym aktorem klubu dramatycznego. Został królem homecomingu i kapitanem drużyny tenisowej. Zwrócił na siebie uwagę kreacją osamotnionego w internacie w czasie wielkiego kryzysu dwunastolatka w dramacie Stevena Soderbergha Król wzgórza (King of the Hill, 1993), za którą był nominowany do Young Artist Award.
Następnie można go było zobaczyć w dramacie sensacyjnym Hakerzy (Hackers, 1995) u boku Angeliny Jolie, ekranizacji sztuki szekspirowskiej Romeo i Julia (Romeo + Juliet, 1996) z Leonardo DiCaprio i Claire Danes, Córka żołnierza nie płacze (A Soldier's Daughter Never Cries, 1998) u boku Krisa Kristoffersona, Barbary Hershey, Leelee Sobieski i Jane Birkin jako adoptowany francuski syn ekspatriata – amerykańskiego pisarza, komedii fantastycznonaukowej Zatrzymani w czasie (Clockstoppers, 2002) i dreszczowcu Wielbicielka (Swimfan, 2002).
W 2002 ukończył studia filmowe na Uniwersytecie Columbia. W serialu NBC Prezydencki poker (The West Wing, 2003–2004) pojawił się jako Ryan Pierce.

## Życie prywatne
Bradford był inwestorem w nocnym klubie na Manhattanie „The Plumm”, razem z między innymi Chrisem Noth, Samanthą Ronson i Noelem Ashmanem.
W 2015 był związany z artystką hip-hopową Azealią Banks.
W grudniu 2018 zawarł związek małżeński z brazylijską aktorką Andreą Leal. Mają córkę Maggie (ur. 29 maja 2021). Zamieszkali w Hollywood Hills.

## Filmografia
| Rok       | Tytuł                                                                              | Rola                                               | Reżyser              |
| --------- | ---------------------------------------------------------------------------------- | -------------------------------------------------- | -------------------- |
| 1984      | Zakochać się (Falling in Love)                                                     | Joe Raftis                                         | Ulu Grosbard         |
| 1986      | Sklasyfikowana miłość (Classified Love, CBS)                                       | Anthony                                            | Don Taylor           |
| 1989      | Renifer Świętego Mikołaja (Prancer)                                                | Chłopak                                            | John Hancock         |
| 1990      | Uznany za niewinnego (Presumed Innocent)                                           | Nat Sabich                                         | Alan J. Pakula       |
| 1990      | Moje błękitne niebo (My Blue Heaven)                                               | Jamie                                              | Herbert Ross         |
| 1991      | Chłopak, który krzyczał suka (The Boy Who Cried Bitch)                             | Mike Love                                          | Juan José Campanella |
| 1991      | Chłopcy (The Boys, ABC)                                                            | Walter Farmer Jr.                                  | Glenn Jordan         |
| 1993      | Król wzgórza (King of the Hill)                                                    | Aaron Kurlander                                    | Steven Soderbergh    |
| 1993      | Dzielnica Tribeca (TriBeCa, Fox)                                                   | Josh                                               | David J. Burke       |
| 1995      | Daleko od domu: Przygody żółtego psa (Far From Home: The Adventures of Yellow Dog) | Angus McCormick                                    | Phillip Borsos       |
| 1995      | Hakerzy (Hackers)                                                                  | Joey Pardella                                      | Iain Softley         |
| 1996      | Romeo i Julia (Romeo + Juliet)                                                     | Balthasar                                          | Baz Luhrmann         |
| 1998      | Córka żołnierza nie płacze (A Soldier's Daughter Never Cries)                      | Billy Willis (14 lat)                              | James Ivory          |
| 1999      | Nocny rajd (Speedway Junky)                                                        | Johnny                                             | Nickolas Perry       |
| 2000      | Zatańczyć w Błękitnej Iguanie (Dancing at the Blue Iguana)                         | Jorge                                              | Michael Radford      |
| 2000      | Dziewczyny z drużyny (Bring It On)                                                 | Cliff Pantone                                      | Peyton Reed          |
| 2000      | Krew niewinnych (Cherry Falls)                                                     | Rod Harper                                         | Geoffrey Wright      |
| 2001      | Zdaniem Spencera (According to Spencer)                                            | Spencer                                            | Shane Edelman        |
| 2002      | Zatrzymani w czasie (Clockstoppers)                                                | Zak Gibbs                                          | Jonathan Frakes      |
| 2002      | Wielbicielka (Swimfan)                                                             | Ben Cronin                                         | John Polson          |
| 2003–2004 | Prezydencki poker (The West Wing, NBC)                                             | Ryan Pierce                                        |                      |
| 2004      | Epitafium (Eulogy)                                                                 | Ryan Carmichael                                    | Michael Clancy       |
| 2005      | Co jest grane (Heights)                                                            | Alec Lochka                                        | Chris Terrio         |
| 2005      | Szczęśliwe zakończenia (Happy Endings)                                             | Nicky Kunitz                                       | Don Roos             |
| 2006      | Dwadzieścia pytań (Twenty Questions)                                               | Jackson Lynch                                      | Michael Engler       |
| 2006      | Sztandar chwały (Flags of Our Fathers)                                             | Rene Gagnon                                        | Clint Eastwood       |
| 2008      | Echo (The Echo)                                                                    | Bobby                                              | Yam Laranas          |
| 2008      | W.                                                                                 | pozdrawiający prezydent                            | Oliver Stone         |
| 2008      | Kłopoty z blondynką (My Sassy Girl)                                                | Charlie Bellow                                     | Yann Samuell         |
| 2009      | Pierwsza sekunda filmowa (The 1 Second Film, film dokumentalny)                    | występuje w roli samego siebie / producent filmowy | Nirvan Mullick       |
| 2009      | The Eastmans                                                                       | dr Seth Eastman                                    | Jason Ensler         |
| 2009      | Table for Three                                                                    | Ryan                                               | Michael Samonek      |
| 2009      | I Hope They Serve Beer in Hell                                                     | Drew                                               | Bob Gosse            |
| 2012      | Przedmiot 47 (Item 47)                                                             | Bennie Pollack                                     | Louis D'Esposito     |
| 2012–2013 | Faceci z dzieciakami (Guys with Kids)                                              | Chris Campbell, ojciec Erniego                     |                      |
| 2015      | Kwestia honoru (Badge of Honor)                                                    | policjant Michael „Mike” Gallo                     | Agustin              |
| 2016      | Code Black: Stan krytyczny                                                         | Gordon Heshman                                     |                      |
| 2016      | Love (serial telewizyjny)                                                          | Carl                                               |                      |
| 2016      | Agenci NCIS                                                                        | John Bishop                                        |                      |
| 2017–2018 | Shooter (serial telewizyjny)                                                       | Harris Downey                                      |                      |
| 2018      | Iluzja (serial telewizyjny)                                                        | Rafe Willems                                       |                      |
| 2019      | Magnum: Detektyw z Hawajów                                                         | Neal Conlan                                        |                      |